# 猪谷善一
猪谷 善一（いたに ぜんいち、1899年2月15日 - 1980年1月16日）は、日本の経済学者。
富山県出身。1923年東京商科大学卒、同年助手、パリ留学をへて1927年助教授、1937年教授。1938年「最近日本貿易の伸展に関する実証的研究」で経済学博士。1939年退職、大阪商工会議所理事。亜細亜大学教授。1971年定年、駒澤大学教授。上田貞次郎に師事した。
妻の妙子は、幼女の頃より中勘助に愛された人として知られる（『中勘助の恋』富岡多恵子、創元社、1993）。中の学友・江木定男（江木鰐水の孫）とその妻・万世（関新平の娘で、定男の継母・悦子の妹でもあり、鏑木清方の代表作「築地明石町」のモデル）との娘で、お茶の水女学校を出て猪谷と結婚し出産もしたが、35歳で早世した。中谷多恵子の名で『進み行く娘達へ』の著書もある。日本初の国際女優・谷洋子は娘。大学の猪谷研究室出身者には坂根哲夫元公正取引委員会事務局長などがいる。墓所は谷中霊園。

## 著書
- 『経済学説の相対性』同文館 1927
- 『朝鮮経済史』大鐙閣 経済生活研究 1928
- 『日本資本主義 其歴史・機構・改造』日本評論社 1928
- 『明治維新経済史』改造社 1928
- 『アジヤ経済の展望』千倉書房 1931
- 『世界経済学要論』森山書店 1932
- 『亜米利加社会経済史』章華社 各国社会経済史叢書 1935
- 『商業経済講話』三省堂 1935
- 『日満支経済論』言海書房 1935
- 『日本経済及経済政策』一元社 1937
- 『戦時貿易・為替・物価論』一元社 1938
- 『日本貿易論 最近日本貿易の伸展に関する実証的研究』科学主義工業社 1938
- 『世界経済の再編成』一元社 1940
- 『戦時経済と国策会社』大阪商工会議所 1940
- 『南方経済論』一元社 1940
- 『経済新体制確立の方嚮』大阪商工会議所 1941
- 『戦時経済の再出発』一元社 1941
- 『商工経済会の本質と使命』経済図書 1943
- 『アメリカ経済史』桃山書林 1948
- 『日本経済史』税務経理協会 1965
- 『西洋経済史』税務経理協会 1966
- 『金融論』文化書房博文社 1968
- 『世界貿易の現段階』文化書房博文社 1968
- 『経済史概論』文化書房博文社 1970
- 『国際貿易の理論と政策』文化書房博文社 1970
- 『経済随想』文化書房博文社 1975

編纂
- 『近世社会経済学説大系 第7 新井白石集』誠文堂新光社 1936

## 論文
- ＜猪谷善一